# Yelizavétovka (Azov, Rostov)
Yelizavétovka (del ruso: Елизаве́товка) es un selo del raión de Azov del óblast de Rostov, en Rusia. Está situado en la orilla derecha del río Yeya (marismas del limán Yeiski), 63 km al suroeste de Azov y 88 km al sureste de Rostov, la capital del óblast. 
Es cabeza del municipio Yelizavétovskoye, al que también pertenece Yuzhni.

## Historia
El pueblo fue fundado en 1731 con el nombre de Burlakovka, nombre que denota el oficio de los antepasados de los habitantes del pueblo, que arrastraban los barcos aguas arriba (burlak) en el Sich. Otros inmigrantes procedían de las gubernias de Vorónezh, Oriol y Riazán. 